# 야이로역
야이로역(일본어: 八色駅, やいろえき)은 일본 니가타현 미나미우오누마시에 있는, 동일본 여객철도의 철도역이다. 조에쓰선이 지나간다.

## 역 구조
상대식 2면 2선 구조의 지상역이다. 선로 동쪽 승강장이 에치고유자와 방면, 서쪽 승강장이 나가오카 방면이다. 양쪽 승강장끼리는 구내에서는 횡단이 불가능하며, 역 바깥의 도로 건널목을 이용해야 한다. 우라사역이 관리하는 무인역이다.

### 승강장
| 서쪽 승강장 | ■ 조에쓰선 | 고이데 · 나가오카 · 니가타 방면         |
| 동쪽 승강장 | ■ 조에쓰선 | 우라사 · 무이카마치 · 에치고유자와 방면 |

## 역세권 정보
- 국도 제17호선

## 역사
- 1965년 1월 15일 - 일본국유철도 조에쓰선의 우라사 역과 고이데 역 사이에 새로이 개업했다.
- 1987년 4월 1일 - 민영화에 따라 동일본 여객철도의 소속이 되었다.

## 인접역
| 동일본 여객철도 조에쓰선 | 동일본 여객철도 조에쓰선 | 동일본 여객철도 조에쓰선    |
| ------------------------ | ------------------------ | --------------------------- |
| 우라사 다카사키 방면     | ■ 보통                   | 고이데 나가오카·니가타 방면 |